# پولسفلد
پولسفلد (به آلمانی: Pölsfeld) یک منطقهٔ مسکونی در آلمان است که در آل‌اشتد واقع شده‌است. پولسفلد ۴۲۷ نفر جمعیت دارد.